# Derechos humanos en Marruecos
Marruecos se convirtió en un país muy represivo bajo la monarquía absoluta del rey Hassan II; sigue siendo considerado represivo bajo el reinado del rey Mohammed VI. 
Aunque este último ha instituido algunas reformas, decenas de periodistas, artistas y ciudadanos comunes y corrientes son condenados periódicamente a largas penas de prisión por ejercer derechos básicos que se disfrutan en otras partes del mundo, como la libertad de prensa, el derecho de protesta contra el gobierno o criticar a funcionarios gubernamentales.
Marruecos restringe fuertemente los derechos humanos básicos, como la libertad de expresión, el derecho de reunión y el derecho a criticar a los funcionarios. Los marroquíes también sienten las presiones de la pobreza dentro del país, como la falta de servicios básicos como atención médica, agua potable y la dificultad de los padres para acceder a una educación de calidad para sus hijos. Si bien ha habido algunas reformas que han sido generalmente bienvenidas internacionalmente, la mayoría de los marroquíes sienten que son insuficientes y continúan estando descontentos con la trayectoria del país bajo las políticas del rey Mohammed VI, que ha revocado algunos de los decretos más severos de su padre. A pesar de las mejoras logradas la represión de la disidencia política y la tortura de ciudadanos por parte de funcionarios siguen siendo algo común en Marruecos hoy.  También existen grandes problemas de derechos humanos en las malas condiciones carcelarias, el maltrato a las mujeres y a la comunidad LGBT.
Bajo Hassan II, Marruecos tuvo uno de los peores historiales de derechos humanos en África y el mundo, especialmente durante el período conocido como los «años de plomo», que duró desde principios de los años 1960 hasta finales de los años 1980. Fue un período en la historia del país conocido por la brutal represión de la disidencia y la oposición política, que implicó arrestos a gran escala, detenciones arbitrarias, largos encarcelamientos e incluso asesinatos de opositores políticos.

## Libertad de expresión
La libertad de prensa está prácticamente ausente y se cree que muchos periodistas practican la autocensura. Cuestionar la legitimidad de la monarquía o las acciones del rey es tabú y cuestionar la «integridad territorial» del reino (es decir, la anexión del Sáhara Occidental) es ilegal. En 2005, al conocido periodista marroquí Ali Lmrabet se le «prohibió ejercer el periodismo durante 10 años» y fue multado con 50 000 dirhams (unos 4500 euros) por informar sobre el conflicto en el Sáhara Occidental, según Reporteros sin Fronteras. A 2007 Lmrabet todavía tiene prohibido trabajar como periodista. Muchos periodistas marroquíes de alto perfil, como Aboubakr Jamai, Ali Anouzla, Ahmed Benchemsi y Rachid Nini, han sido reducidos al silencio mediante una combinación de encarcelamiento, fuertes multas, boicot publicitario y distribución/retención de fondos estatales. Muchos periodistas en línea fueron sentenciados a prisión por criticar al rey o denunciar la corrupción rampante de los gobernadores designados por el rey. Sus casos fueron mucho menos publicitados internacionalmente porque a menudo se trataba de periodistas jóvenes que escribían para pequeñas publicaciones o cubrían noticias regionales, como fue el caso de Mohammed Erraji de Agadir, que fue condenado a 2 años de prisión en 2010 por criticar el discurso del rey.
Entre 2000 y 2007, con la aparición de algunas revistas independientes francófonas, como TelQuel y Le Journal Hebdomadaire y sus homólogos árabes hermanos, como por ejemplo, Assahifa Al Ousbouia, el control gubernamental sobre los medios de comunicación pasó de una intervención directa a presiones más sutiles, como el uso de denuncias por difamación.
El 2 de mayo de 2007 la ONG Comité para la Protección de los Periodistas (CPJ), con sede en la ciudad de Nueva York, publicó su informe anual sobre los «diez países donde la libertad de prensa se ha deteriorado más», en el que informó de que, según el director ejecutivo del CPJ, Joel Simon, «La introducción de la democracia en África es superficial en lo que respecta a la libertad de prensa» y que Marruecos estaba entre los «10 principales reincidentes» en 2007, después de «haber sido considerado un líder en su región». En el informe, Marruecos es considerado, junto con Túnez, el país que «condena a más periodistas a prisión en el mundo árabe».
Según el índice de libertad de prensa de 2013, Reporteros Sin Fronteras sitúa a Marruecos en el puesto 136 de 179, una caída desde la posición 89 que ocupaba el país en 2002. Según el índice de 2015, la misma organización situaba a Marruecos en el puesto 130 de 180 países. En 2023 Marruecos ocupaba la posición 144 de 180 países.
Según el informe anual de Human Rights Watch de 2016, las autoridades marroquíes restringieron los derechos de expresión, asociación y reunión pacíficas a través de varias leyes. Las autoridades continúan persiguiendo a los medios impresos y en línea cuando critican al gobierno y al rey. Además, las autoridades impusieron obstáculos administrativos para restringir el trabajo de los periodistas. En Rabat, la policía expulsó a dos periodistas franceses y confiscó sus cintas alegando que no tenían autorización para filmar. El informe afirma que la televisión oficial marroquí deja cierto espacio para el debate y la crítica. Sin embargo, ese debate no aborda cuestiones importantes.
En junio de 2020, una investigación de Amnistía Internacional alegó que el periodista marroquí Omar Radi fue atacado utilizando el software espía israelí Pegasus. El grupo de derechos humanos afirmó que el periodista fue atacado en tres ocasiones y espiado después de que su dispositivo fuera infectado con una herramienta del Grupo NSO.
El 19 de abril de 2022, Human Rights Watch informó que Rabie al-Ablaq, comentarista de las redes sociales, corría el riesgo de recibir hasta cuatro años de prisión por faltarle el respeto al rey. El 11 de abril de 2022, un tribunal de la ciudad norteña de Alhucemas juzgó al comentarista. Fue acusado por dos vídeos publicados en Facebook y YouTube en los que se dirigía al rey en un tono informal y contrastaba su riqueza personal con la pobreza generalizada de Marruecos.
Las autoridades marroquíes utilizaron tácticas indirectas y clandestinas para silenciar a activistas y periodistas críticos. En el informe de 129 páginas «Te atraparán pase lo que pase: el manual de Marruecos para aplastar la disidencia», Human Rights Watch documentó una serie de tácticas que, cuando se usan juntas, forman un ecosistema de represión, cuyo objetivo no sólo es amordazar voces disidentes sino para ahuyentar a todos los críticos potenciales.
En Marruecos, socavar la monarquía es un delito penal: en agosto de 2023, un marroquí residente en Qatar fue condenado a cinco años de prisión por criticar las decisiones políticas del Rey en Facebook.

## Persecución política
La represión gubernamental de la disidencia política ha disminuido drásticamente desde mediados de los años noventa. Las décadas anteriores a veces se describen como los años de plomo (Les Années de Plomb), e incluyeron desapariciones forzadas, asesinatos de opositores al gobierno y campos de internamiento secretos, como el de Tazmamart. Para examinar los abusos cometidos durante el reinado del rey Hassan II (1961-1999), el gobierno creó la Instancia Equidad y Reconciliación (IER), encargada de rehabilitar a las víctimas y pagar indemnizaciones por los atropellos cometidos por el Estado. Sin embargo, la IER ha sido criticada por sectores de la comunidad de derechos humanos, ya que su misión no era revelar las identidades ni procesar a los infractores de los derechos humanos, como solicitaban la mayoría de las víctimas.
También hay acusaciones persistentes de violencia contra manifestantes saharauis proindependentistas y personas favorables al Frente Polisario en el Sáhara Occidental, considerado por Marruecos como sus Provincias Meridionales. Además, Marruecos ha sido acusado de detener a independentistas saharauis como presos de conciencia.
En mayo de 2006, una delegación de la Oficina del Alto Comisionado de las Naciones Unidas para los Derechos Humanos (ACNUDH) visitó el territorio en disputa del Sáhara Occidental y su informe de la visita criticó duramente la falta de derechos humanos básicos en la región, en particular en lo que respecta a la población saharaui. El informe secreto se ha filtrado y se puede encontrar, por ejemplo, en ARSO.org. Más tarde, ese mismo año, en octubre, Marruecos canceló una visita planificada y previamente acordada de una delegación del Parlamento Europeo. La decisión se tomó menos de 48 horas antes de que la delegación partiera hacia Rabat y el Sáhara Occidental. La misión tenía como objetivo estudiar presuntas violaciones de derechos humanos tanto por parte del Polisario como de las autoridades marroquíes. 

## Libertad de religión
En general se respeta la libertad de religión, con algunas limitaciones. Según el portavoz del Gobierno marroquí, «el Reino garantiza no sólo la libertad de culto, sino también la construcción de lugares de culto para cristianos y judíos, así como la realización libre y respetuosa de sus rituales».
Sin embargo, es ilegal hacer proselitismo de religiones distintas del Islam (artículo 220 del Código Penal, 15 años de prisión).
Todavía existe una comunidad judía marroquí, aunque la mayoría emigraron en los años posteriores a la creación de Israel en 1948.

## Derechos sociales e igualdad

### Menores
En Marruecos, miles de niños (en su mayoría niñas y algunos tan jóvenes como de ocho años) trabajan ilegalmente en hogares privados como trabajadores domésticos, donde a menudo se enfrentan a violencia física y verbal, aislamiento y trabajo los siete días de la semana, que comienza al amanecer y continúa hasta altas horas de la noche. Están mal pagados y casi ninguno asiste a la escuela. Los trabajadores domésticos, incluidos los niños, están excluidos del Código Laboral de Marruecos y, como resultado, no disfrutan de los derechos otorgados a otros trabajadores, incluido un salario mínimo o un límite de horas de trabajo.
La falta de un sistema sólido de protección infantil y de un código específico de protección infantil en Marruecos ha dado lugar a un elevado número de niños en instituciones (estimado en 471 006) y a una alta tasa de niños abandonados (aproximadamente 1 de cada 300).

### Mujeres y familia
En 2004, el parlamento marroquí tomó medidas para mejorar la situación de las mujeres y los niños, y aprobó una nueva ley de familia, Mudawanat al Usra [Código de Familia], que es ampliamente considerada como muy progresista según los estándares regionales. Por ejemplo, a los hombres ahora solo se les permite tener una sola esposa, a menos que ésta firme un acuerdo. Además de ser candidatas en listas electorales mixtas, las mujeres tienen una lista nacional en las elecciones parlamentarias que les permite obtener al menos el 10% de los escaños.
En 2006 la ciudadanía marroquí se transfería a los niños a través del padre. Soumaya Naamane Guessous, una socióloga marroquí, ha lanzado una campaña para que la transmisión de la ciudadanía marroquí también pueda pasar desde la madre a sus hijos. La capacidad de la madre de transmitir su ciudadanía a sus hijos no aparece en el código Mudawana, pero fue otorgada por decisión real en octubre de 2006.
En 2009, una nueva legislación también permite a las mujeres divorciarse de sus maridos sin el consentimiento de éste.

### Identidad bereber
Los activistas bereberes sostienen regularmente que bajo la bandera de la arabización, su idioma y cultura están siendo reprimidos en favor de lo árabe. Esto se considera discriminación y un método de marginación.

## Reformas de la policía y el ejército
En 2006, Marruecos comenzó a implementar algunas reformas relacionadas con la policía y el ejército. El 16 de octubre del mismo año se disolvió una unidad policial recién creada, los Groupes urbains de sécurité (GUS; Grupos de seguridad urbana). La disolución se produjo después de que se constataran muchas críticas sobre excesos o abusos de poder. Algunas acciones irresponsables de ciertos miembros de la unidad cambiaron la opinión pública, que se volvió negativa. GUS también fue acusado de corrupción. En muchos casos, los delincuentes solían pagar un soborno (entre 10 y 20 dírhams) lo que dio lugar a la aparición del apodo popular: «10 drahem».

## Pena capital y prisión

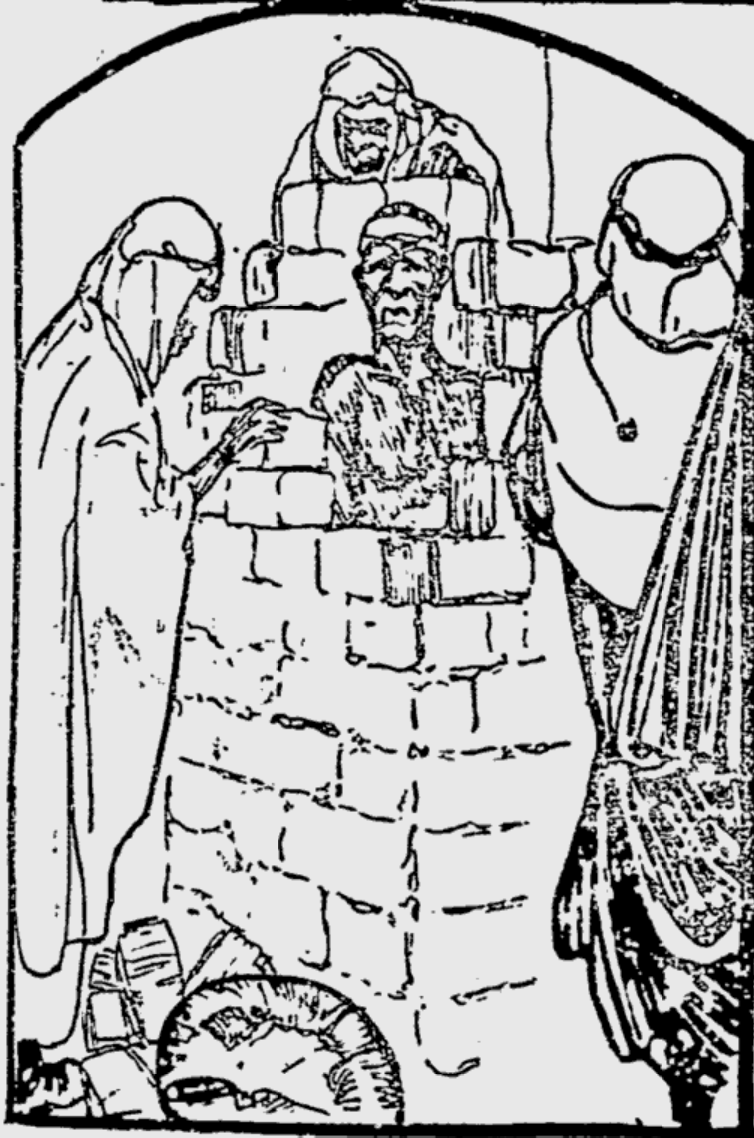
Hadj Mohammed Mesfewi siendo ejecutado mediante emparedamiento en Marrakech, 1906

Si bien la pena capital sigue siendo legal en Marruecos, no se han llevado a cabo ejecuciones desde 1993, cuando Mohamed Tabet fue ejecutado tras una moratoria de 10 años. Fue ejecutado por diversos delitos graves, entre ellos violación, secuestro, rapto y actos de barbarie. Se informa que violó y agredió sexualmente a hasta 1500 mujeres durante un período de 13 años. Entre 1956 y 1993, 198 personas fueron condenadas a muerte y la Instancia Equidad y Reconciliación estima que 528 personas fueron asesinadas durante el reinado de Hassan II en ejecuciones judiciales y extrajudiciales.
Hablar del tema en Marruecos es tabú desde hace décadas. Sin embargo, organizaciones de derechos humanos y algunos medios de comunicación liberales y partidos políticos de izquierda liderados por el Frente de Fuerzas Democráticas han estado intentando iniciar un debate sobre la pena capital. En cuanto a los movimientos sociales y civiles, blogs y sitios web ya han comenzado a debatir el tema. La entidad civil principal y la  Coalition nationale pour l'abolition de la peine de mort au Maroc (CNAPM; Coalición nacional para la abolición de la pena capital en Marruecos), que representa a siete asociaciones que llevan el lema Ensemble pour l' La abolición de la peine de mort [Juntos contra la pena capital] también lidera el debate.
A nivel político la situación es paradójica. Oficialmente, la actitud del actual gobierno es la de la abolición «de facto». Sin embargo, el Ministerio de Justicia ha declarado que el terrorismo sigue siendo un obstáculo para la abolición «de jure» y se siguen dictando condenas a muerte, especialmente contra terroristas. 
En abril de 2015, el ministro de Justicia y Libertades (gobierno del PJD) hizo un anuncio público sobre un proyecto de ley relativo a la pena capital, entre otros temas. El objetivo es reducir el número de delitos punibles con la pena de muerte, de 31 a 11.
A diferencia de otros países de Europa, Asia y otras partes del mundo, incluido Estados Unidos, la cadena perpetua en Marruecos se conoce también como «confinamiento perpetuo», lo que significa que la cadena perpetua en el país dura el resto de la vida natural del condenado y se impone siempre sin posibilidad de libertad condicional. Además, las condiciones carcelarias se consideran deficientes según los estándares internacionales, debido a las grandes preocupaciones sobre el hacinamiento, el uso de la tortura, la infraestructura deficiente y las estrictas normas penitenciarias. También se ha informado ampliamente de que Marruecos puede tener presos políticos.
La esposa de Abdelqader Belliraj, con doble ciudadanía marroquí y belga, contó a Human Rights Watch en enero de 2020 los abusos a los que es sometido su marido en prisión desde 2016. Según los informes, Belliraj permanece recluido 23 horas al día desde su encarcelamiento y privado de todo contacto con los reclusos. La ley viola las normas de las Naciones Unidas sobre el trato a los prisioneros. Belliraj fue condenado a cadena perpetua por presuntamente haber planeado terrorismo. Varios de los acusados, junto con Belliraj, afirmaron que fueron secuestrados y obligados a pasar semanas sin comunicación, mientras eran interrogados y torturados en comisarías.
Activistas de derechos humanos han expresado su preocupación por la extradición del doctor Osama Al-Hasani, con doble ciudadanía australiana-saudí, a Arabia Saudita, tras su detención en Marruecos. Los partidarios del detenido calificaron su detención como un caso político y citaron la demanda de extradición solicitada por el gobierno saudí. Al-Hassani fue detenido en Marruecos a su llegada el 8 de febrero después de haber sido acusado supuestamente de organizar actividades de oposición contra el wahabismo, el islam sunita seguido en Arabia Saudita. Aún no están claros los detalles del arresto de Al-Hassani. La esposa de Al-Hassani ha expresado temor por el regreso de su marido al reino saudí, diciendo que podría enfrentar el mismo destino que Jamal Khashoggi. 
En 2021 se dictó una nueva condena a muerte. Hay 82 personas condenadas a muerte en Marruecos/Sáhara Occidental.

## Controversia de los «sitios negros» de la CIA (2006)
Tras el ataque terrorista en Casablanca en mayo de 2003, grupos de derechos humanos acusaron a Marruecos de maltratar y torturar a los detenidos. Algunos medios marroquíes e internacionales también han afirmado que el país ha establecido campos clandestinos de internamiento de la CIA («sitios negros») en su territorio, dentro del centro de interrogación de Temara, donde se cometen violaciones de derechos humanos. En septiembre de 2006, los activistas exigieron que Marruecos reconociera la existencia de tales centros de detención secretos.
Antes de eso, Vanessa Saenen de Human Rights Watch había declarado en 2005:

We have information based on interviews from people who have been in Guantanamo Bay that there are secret detention centres. Even the US government doesn’t bother to hide this, and we have information from released prisoners on Jordan, on Morocco, on Egypt and Libya, but not on Romania and Poland.
Tenemos información basada en entrevistas de personas que han estado en la Bahía de Guantánamo que existen centros de detención secretos. Ni siquiera el gobierno de EE.UU. se molesta en ocultarlo, y tenemos información de prisioneros liberados sobre Jordania, Marruecos, Egipto y Libia, pero no sobre Rumania y Polonia.

## Situación histórica
El gráfico muestra las calificaciones de Marruecos desde 1972 en los informes Libertad en el mundo, publicados anualmente por Freedom House. Una calificación de 1 es «libre»; 7, «no libre».
| Gobernante 2 | Estado             | Año    | Derechos políticos | Libertades civiles |
| ------------ | ------------------ | ------ | ------------------ | ------------------ |
| Hasán II     | Parcialmente libre | 1972   | 5                  | 4                  |
| Hasán II     | Parcialmente libre | 1973   | 5                  | 5                  |
| Hasán II     | Parcialmente libre | 1974   | 5                  | 5                  |
| Hasán II     | Parcialmente libre | 1975   | 5                  | 5                  |
| Hasán II     | Parcialmente libre | 1976   | 5                  | 5                  |
| Hasán II     | Parcialmente libre | 1977   | 3                  | 4                  |
| Hasán II     | Parcialmente libre | 1978   | 3                  | 4                  |
| Hasán II     | Parcialmente libre | 1979   | 4                  | 4                  |
| Hasán II     | Parcialmente libre | 1980   | 4                  | 4                  |
| Hasán II     | Parcialmente libre | 1981   | 4                  | 5                  |
| Hasán II     | Parcialmente libre | 1982 3 | 4                  | 5                  |
| Hasán II     | Parcialmente libre | 1983   | 4                  | 5                  |
| Hasán II     | Parcialmente libre | 1984   | 4                  | 5                  |
| Hasán II     | Parcialmente libre | 1985   | 4                  | 5                  |
| Hasán II     | Parcialmente libre | 1986   | 4                  | 5                  |
| Hasán II     | Parcialmente libre | 1987   | 4                  | 5                  |
| Hasán II     | Parcialmente libre | 1988   | 4                  | 5                  |
| Hasán II     | Parcialmente libre | 1989   | 4                  | 4                  |
| Hasán II     | Parcialmente libre | 1990   | 4                  | 4                  |
| Hasán II     | Parcialmente libre | 1991   | 5                  | 5                  |
| Hasán II     | No libre           | 1992   | 6                  | 5                  |
| Hasán II     | Parcialmente libre | 1993   | 5                  | 5                  |
| Hasán II     | Parcialmente libre | 1994   | 5                  | 5                  |
| Hasán II     | Parcialmente libre | 1995   | 5                  | 5                  |
| Hasán II     | Parcialmente libre | 1996   | 5                  | 5                  |
| Hasán II     | Parcialmente libre | 1997   | 5                  | 5                  |
| Hasán II     | Parcialmente libre | 1998   | 5                  | 4                  |
| Hasán II     | Parcialmente libre | 1999   | 5                  | 4                  |
| Mohamed VI   | Parcialmente libre | 2000   | 5                  | 4                  |
| Mohamed VI   | Parcialmente libre | 2001   | 5                  | 5                  |
| Mohamed VI   | Parcialmente libre | 2002   | 5                  | 5                  |
| Mohamed VI   | Parcialmente libre | 2003   | 5                  | 5                  |
| Mohamed VI   | Parcialmente libre | 2004   | 5                  | 4                  |
| Mohamed VI   | Parcialmente libre | 2005   | 5                  | 4                  |
| Mohamed VI   | Parcialmente libre | 2006   | 5                  | 4                  |
| Mohamed VI   | Parcialmente libre | 2007   | 5                  | 4                  |
| Mohamed VI   | Parcialmente libre | 2008   | 5                  | 4                  |
| Mohamed VI   | Parcialmente libre | 2009   | 5                  | 4                  |
| Mohamed VI   | Parcialmente libre | 2010   | 5                  | 4                  |
| Mohamed VI   | Parcialmente libre | 2011   | 5                  | 4                  |
| Mohamed VI   | Parcialmente libre | 2012   | 5                  | 4                  |
| Mohamed VI   | Parcialmente libre | 2013   | 5                  | 4                  |
| Mohamed VI   | Parcialmente libre | 2014   | 5                  | 4                  |
| Mohamed VI   | Parcialmente libre | 2015   | 5                  | 4                  |
| Mohamed VI   | Parcialmente libre | 2016   | 5                  | 4                  |
| Mohamed VI   | Parcialmente libre | 2017   | 5                  | 4                  |
| Mohamed VI   | Parcialmente libre | 2018   | 5                  | 5                  |
| Mohamed VI   | Parcialmente libre | 2019   | 5                  | 5                  |
| Mohamed VI   | Parcialmente libre | 2020   | 5                  | 5                  |
| Mohamed VI   | Parcialmente libre | 2021   | 5                  | 5                  |
| Mohamed VI   | Parcialmente libre | 2022   | 5                  | 5                  |

## Tratados Internacionales
Las posturas de Marruecos respecto de los tratados internacionales de derechos humanos son las siguientes:
| Tratados | Organización                        | Introducción | Firma | Ratificación |
| --- | ----------------------------------- | ------------ | ----- | ------------ |
| Convención para la Prevención y la Sanción del Delito de Genocidio                                                                                                 | Organización de las Naciones Unidas | 1948         | -     | 1958         |
| Convención Internacional sobre la Eliminación de todas las Formas de Discriminación Racial                                                                         | Naciones Unidas                     | 1966         | 1967  | 1970         |
| Pacto Internacional de Derechos Económicos, Sociales y Culturales                                                                                                  | Naciones Unidas                     | 1966         | 1977  | 1979         |
| Pacto Internacional de Derechos Civiles y Políticos | Naciones Unidas                     | 1966         | 1977  | 1979         |
| Primer Protocolo Facultativo del Pacto Internacional de Derechos Civiles y Políticos                                                                               | Naciones Unidas                     | 1966         | -     | -            |
| Convention on the Non-Applicability of Statutory Limitations to War Crimes and Crimes Against Humanity                                                             | Naciones Unidas                     | 1968         | -     | -            |
| Convención Internacional sobre la Represión y el Castigo del Crimen de apartheid                                                                                   | Naciones Unidas                     | 1973         | -     | -            |
| Convención sobre la Eliminación de Todas las Formas de Discriminación contra la Mujer                                                                              | Naciones Unidas                     | 1979         | -     | 1993         |
| Convención contra la tortura y otros tratos o penas crueles, inhumanas o degradantes                                                                               | Naciones Unidas                     | 1984         | 1986  | 1993         |
| Convention on the Rights of the Child | Naciones Unidas                     | 1989         | 1990  | 1993         |
| Segundo Protocolo Facultativo del Pacto Internacional de Derechos Civiles y Políticos                                                                              | Naciones Unidas                     | 1989         | -     | -            |
| International Convention on the Protection of the Rights of All Migrant Workers and Members of Their Families                                                      | Naciones Unidas                     | 1990         | 1991  | 1993         |
| Protocolo Facultativo de la Convención sobre la eliminación de todas las formas de discriminación contra la mujer                                                  | Naciones Unidas                     | 1999         | -     | -            |
| Protocolo Opcional de la Convención sobre los Derechos del Niño relativo a la participación de niños en los conflictos armados                                     | Naciones Unidas                     | 2000         | 2000  | 2002         |
| Protocolo Opcional de la Convención sobre los Derechos del Niño relativo a la venta de niños, la prostitución infantil y la utilización de niños en la pornografía | Naciones Unidas                     | 2000         | 2000  | 2001         |
| Convención Internacional sobre los Derechos de las Personas con Discapacidad                                                                                       | Naciones Unidas                     | 2006         | 2007  | 2009         |
| Protocolo Facultativo de la Convención sobre los Derechos de las Personas con Discapacidad                                                                         | Naciones Unidas                     | 2006         | -     | 2009         |
| Convención Internacional para la protección de todas las Personas contra las Desapariciones Forzadas                                                               | Naciones Unidas                     | 2006         | 2007  | 2013         |
| Protocolo Facultativo del Pacto Internacional de Derechos Económicos, Sociales y Culturales                                                                        | Naciones Unidas                     | 2008         | -     | -            |
| Protocolo Opcional de la Convención sobre los Derechos del Niño relativo a un procedimiento de comunicaciones                                                      | Naciones Unidas                     | 2011         | 2012  | -            |